# Prasium
- Commons
- Wikispecies

Prasium L. é um gênero botânico da família Lamiaceae

## Espécies
Apresenta 19 espécies:
Prasium coccineum Prasium creticum Prasium glabrum
Prasium grandiflorum Prasium hirsutum Prasium incarnatum
Prasium javanicum Prasium laetum Prasium macrophyllum
Prasium majus Prasium marrubium Prasium medium
Prasium melissaefolium Prasium minus Prasium parviflorum
Prasium phlomoides Prasium purpureum Prasium stachydium
Prasium stachys
- «Lista completa»

## Classificação do gênero
| Sistema | Classificação                        | Referência               |
| ------- | ------------------------------------ | ------------------------ |
| Linné   | Classe Didynamia, ordem Gymnospermia | Species plantarum (1753) |